# Calvillo
Calvilloⓘ – niewielka miejscowość w środkowym Meksyku, w zachodniej części stanu Aguascalientes, siedziba władz gminy Calvillo. Miejscowość jest położona na płaskowyżu, w górach Sierra Madre Wschodnia na wysokości 1 637 m n.p.m. Calvillo leży około 52 km na zachód od stolicy stanu Aguascalientes. W 2010 roku ludność miasteczka liczyła 19 742 mieszkańców. Miasto powstało dekretem gubernatora Manuel Colón de Larreategui w 1771 roku ze wsi założonej jeszcze w XVI wieku przez Don José Calvillo.

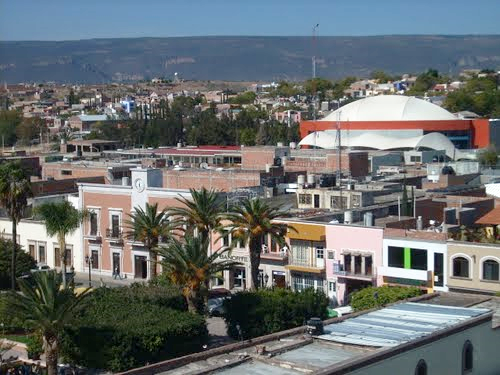
Widok na centrum miasta

W miasteczku warto zwiedzić kilka zabytkowych kościołów z najstarszym ponad trzystuletnim kościołem Iglesia de San José y el Santuario de Guadalupe oraz szereg budynków i miejsc użyteczności publicznej, jak na przykład główny plac zachowany w swym kształcie od 1778 roku. W mieście także jest świątynia Señor del Salitre, wybudowana w 1772, w której są unikatowe malowidła z XVIII wieku. 
Miasto uznawane jest za centrum handlu i produkcji gujawy.    